# BeAnalytic
A beAnalytic é uma empresa brasileira de consultoria especializada em inteligência de dados, com atuação nas áreas de Business Intelligence (BI), Engenharia de Dados e Machine Learning. Fundada em 2018, a empresa se destaca como referência nacional na transformação de empresas por meio de uma abordagem data-driven, aliando tecnologia, estratégia e foco em resultados.
Com presença nas cidades de Natal, Fortaleza e São Paulo, a beAnalytic atende empresas dos setores industrial, agropecuário, financeiro, de saúde, logística e varejo, ajudando-as a estruturar, interpretar e aplicar dados para tomada de decisão, ganho de eficiência e inovação.
A consultoria é reconhecida pelo uso de metodologias ágeis, atuação próxima aos clientes e um time multidisciplinar que conecta a visão de negócio com soluções tecnológicas de ponta.

## Prêmios e Reconhecimentos
| Ano  | Prêmio                                                     | Categoria                                                       | Ref.        |
| ---- | ---------------------------------------------------------- | --------------------------------------------------------------- | ----------- |
| 2021 | Data Magazine                                              | 101 melhores empresas de Big Data e Analytics do Brasil         | [ 1 ] [ 2 ] |
| 2021 | Corporate Vision Magazine - Artificial Intelligence Awards | Best Business Data Analytics Solutions Provider - Latin America | [ 3 ]       |
| 2021 | Site Startupill                                            | 35 Melhores startups de análise preditiva do Brasil             | [ 4 ]       |
| 2021 | Futurology.life                                            | 34 empresas brasileiras de análise preditiva mais inovadoras    | [ 5 ]       |